# Collectif Les Morts de la rue
Le Collectif Les Morts de la rue est une association loi de 1901 créée en France en 2003. 
Il mène des actions liées aux décès de personnes vivant ou ayant vécu dans la rue : recensement, accompagnement, hommages, sensibilisations, etc.

## Historique
Le Collectif Les Morts de la rue a démarré par une action au sein de l'association Aux captifs, la libération sous le nom « Les Morts de la Rue ». En 2003, l'association est devenue le « Collectif Les Morts de la Rue », refondation indépendante de l'association qui l'a vue naître, ouverte à des adhésions de particuliers et de personnes morales.  
Confrontés à la mortalité des personnes sans domicile, ses membres ont décidé d'interpeller la société, de faire savoir ces décès, de refuser leur disparition et d'accompagner leurs proches. Pour cela, ils ont sensibilisé plusieurs associations proches des personnes sans domicile, pour mettre en commun les décès auxquelles elles étaient confrontées. 
Les personnes de la rue se sont mobilisées sur le sujet, ainsi que des associations souvent non confessionnelles. 
Plusieurs associations ont adhéré : Aux captifs, la libération, ATD Quart monde, le Collectif Ivry SDF, Emmaüs Liberté, La Mie de pain ; rejointes par l'aumônerie du Chapsa, Autremonde, Les Compagnons de la nuit, Les Équipes Saint Vincent, Magdala, Les Restaurants du cœur, les Relais du cœur de Paris, puis en 2002 par Le Collectif Dignité Cimetière (Rennes), Cœur de femmes, le Centre Pastoral Halles-Beaubourg (Saint-Merry), Emmaüs France, La Raison du plus faible, le Sappel et le Secours catholique.
Les hommages publics aux Morts de la Rue ont lieu actuellement chaque année, il s'agit d'un hommage national, sans connotation religieuse.

## Objectifs statutaires
Les objectifs, tels qu'ils sont définis par l'association, sont : 
- « Faire savoir que vivre à la rue mène à une mort prématurée »
- « Dénoncer les causes souvent violentes de ces morts »
- « Veiller à la dignité des funérailles »
- « Soutenir et accompagner les proches en deuil »

## Actions
Les différents objectifs de l'association se déclinent par différentes actions : 
Faire savoir que vivre à la rue mène à une mort prématurée se décline par différentes actions, telles que les Hommages aux morts de la rue, bisannuels puis annuels,, et la publication de faire-part,. D'autre part, depuis 2015, des volontaires en service civique sont recrutés pour faire vivre la mémoire des morts de la rue, par un travail d'enquête et de sensibilisation. Mission des volontaires en service civique à la rencontre du voisinage des personnes décédées à la rue,.
Dénoncer les causes souvent violentes de ces morts est possible grâce au travail en amont de recherche et recueil des informations concernant les décès, et de l'étude épidémiologique Dénombrer et Décrire sur la mortalité des personnes sans chez soi,. D'autres études complémentaires se font, en lien avec des partenaires associatifs ou institutionnels : Article signé conjointement avec l'observatoire national de la pauvreté et de l'exclusion sociale (ONPES) et l'Inserm CépiDc, ou Étude Dénombrer et décrire la mortalité des personnes sans chez soi, en convention avec la DGCS (Direction générale de la cohésion sociale) comprenant notamment l'évaluation du nombre de décès, mais aussi : Estimation du nombre de décès de personnes sans domicile en France, 2008-2010. 
Le nombre de décès en France est évalué par une équipe d'épidémiologiste, du Collectif les Morts de la rue, de l'Inserm|CépiDc et de l'ONPES. 6730 personnes "SDF" seraient décédées entre 2008 et 2010. Ces articles sont basés sur le travail de recueil et l'analyse des données faites par le Collectif Les Morts de la rue, et qui se perfectionnent et se professionnalisent en 2012 avec la convention avec la DGCS. On y retrouve des études épidémiologiques et une réflexion éthique,,. Ce travail avait commencé dans les années antérieures, esquissant des premières analyses sur les causes des décès. En décembre 2016, la sortie du rapport sur les décès 2016 met en lumière plusieurs préjugés : seules 1 % des personnes SDF sont mortes d'hypothermie en 2015, l'alcool est rarement une cause de mortalité, les personnes sans domicile ne sont pas toujours isolées 
Les rapports se succèdent et sont publiés en ligne sur le site du Collectif Les Morts de la Rue
Veiller à la dignité des funérailles est une nécessité pour les personnes sans ressources ou isolées. Le collectif y participe notamment en accompagnant les morts isolés en convention avec la ville de Paris depuis 2004,, mais aussi en partenariat avec des associations présentes dans différentes régions de France. Cette action se poursuit à la demande, par le soutien administratif et juridique apporté aux associations et structures qui en font la demande. 
Soutenir et accompagner les proches en deuil est une action qui se développe depuis les débuts de l'association en 2002 par l'accueil des personnes endeuillées, le soutien administratif et humains aux associations, des groupes de parole, et des formations.

## Associations adhérentes
L'association est composée de personnes physiques (des particuliers) et morales (des associations). Les associations adhérentes sont de tailles très diverses. Certaines sont nationales, d'autres sont locales. Toutes, de près ou loin sont en lien avec les personnes sans domicile ou en grande précarité. Plusieurs transmettent les informations sur les décès qui permettent au Collectif Les Morts de la rue de mieux interpeller. Et le Collectif en retour aide les associations dans les différentes démarches liées aux funérailles. Ci-dessous, en voici la liste, à jour en juin 2016.

### Associations nationales
- Armée du salut
- ATD Quart monde
- Depaul France
- Église protestante unie de France
- Petits frères des pauvres
- CNDH Romeurope
- Secours catholique
- Société Saint-Vincent de Paul
- Solidarités nouvelles pour le logement
- Médecins du monde

### Associations locales
Ces associations membres proviennent de différentes communes ou régions de France.
Association Cent-Voix, Bergerie de Berdine, Association Charonne, Association Espoir, Association Pension de famille Bauer Thermopyles Plaisance, Association rouennaise pour l'adieu aux morts isolés (ARAMI), Association varoise d'accueil familial, Association Solidarité Jean Merlin, Autremonde, Aux captifs, la libération, Café accueil aux gens de la rue, Cœur du Cinq, Collectif angevin d'accompagnement des morts de la rue, Solidarité Défense, Compagnons de la nuit, De l'ombre à la lumière - Nantes, Entraide du foyer de l'âme, Entraide et Partage, Entraide et partage avec les sans logis, Fraternité du serviteur souffrant, La Bagagerie d'Antigel, La Maison de l'amitié, Le Petit Café de Saint Ambroise, Les Bancs publics, Les Enfants du canal, La mie de pain, Les Restaurants du cœur, les Relais du cœur de Paris, Magdala (Lille), Maison d'accueil CHRS St Joseph, Maison de la solidarité de Gennevilliers, Notre Noël, Protection civile de Paris, SOS Accueil, Soupe Saint Eustache, Tadlachance, Toi pour tous.

### Des collectifs d'accompagnement des morts de la rue ou isolés sont présents dans plusieurs villes de France et d'Europe
Le Collectif Dignité Cimetière est présent à Rennes ; le Collectif Mémoire-Fraternité à Lille ; Grains de sables à Strasbourg ; Morts sans toi(t) à Lyon ; Morts de rue à Grenoble ; Marseillais solidaires des morts anonymes ; Goutte de vies à Toulouse ; Association rouennaise pour l'adieu aux morts isolés ; De l'ombre à la lumière à Nantes ; Collectif angevin d'accompagnement des morts isolés ; Collectif bordelais des morts de la rue, Collectifs débutant à Avignon et Besançon ; Collectif bruxellois des morts de la rue; Collectif Belfortin des Morts de la rue...

## Documentaires
- Collectif Morts de la Rue, Madeleine Autet, 2013